# Elżbieta Dul-Ledwosińska
Elżbieta Monika Dul-Ledwosińska – polska graficzka, dr hab. sztuk plastycznych, profesor uczelni Centrum Kreatywności i Przedsiębiorczości w Łodzi i Wydziału Artystycznego Akademii Humanistycznej i Ekonomicznej w Łodzi.

## Życiorys
W 1988 ukończyła studia graficzne w Akademii Sztuk Pięknych im. Władysława Strzemińskiego w Łodzi, w 2008 r. obroniła pracę doktorską pt. Kolekcja 10 plakatów – Twórczy aspekt dysleksji, której promotorem była prof. Elżbieta Gawlikowska-Łabęcka, w 2018 r. habilitowała się na podstawie pracy zatytułowanej Quadratum – kolekcja 12 grafik w technice cyfrowej. Galeria Look, ASP w Łodzi, 2018.
Była adiunktem i prodziekanem na Wydziale Artystycznym Akademii Humanistycznej i Ekonomicznej w Łodzi.
Została zatrudniona na stanowisku rektora w Akademii Humanistycznej i Ekonomicznej w Łodzi.
Jest profesorem uczelni na Wydziale Artystycznym Akademii Humanistycznej i Ekonomicznej w Łodzi, oraz w Centrum Kreatywności i Przedsiębiorczości w Łodzi.

## Wyróżnienia
- 2020: Brązowy Medal „Zasłużony Kulturze Gloria Artis”[2]